# Parthenay
Parthenay is een gemeente in het Franse departement Deux-Sèvres (regio Nouvelle-Aquitaine). De plaats is de onderprefectuur van het arrondissement Parthenay en maakt deel uit van het gemeentelijk samenwerkingsverband Communauté de Communes Parthenay-Gâtine. Parthenay telde op 1 januari 2022 10.121 inwoners.

## Geschiedenis
De heerlijkheid Parthenay ontstond in de vroege elfde eeuw. Parthenay was strategisch gelegen op een rots boven de vallei van de Thouet. De heren van Parthenay uit het huis Parthenay-Larchevêque beheersten de landstreek Gâtine in Poitou in de middeleeuwen. Zij steunden beurtelings de Engelse en Franse koningen in hun machtsstrijd. Koningen Jan zonder Land en Hendrik III van Engeland steunden de bouw van een nieuw, stenen kasteel en een stadsmuur in de dertiende eeuw. Met de dood van Jean II de Parthenay in 1427 stierf het huis Parthenay-Larchevêque uit. De Franse koning schonk vervolgens de heerlijkheid aan Arthur III van Bretagne. Hij bouwde het kasteel uit tot een burcht die bestand was tegen het gebruik van artillerie. Hij liet ook de kerken Sainte-Croix en Saint-Laurent in de stad verfraaien. Parthenay bezat een driedubbele stadsmuur met ongeveer dertig torens. De stad had ook een bloeiende economie met textielnijverheid, leerlooierijen en een veemarkt.
Na de middeleeuwen verloor de stad aan belang. Tijdens de Hugenotenoorlogen van de zestiende eeuw werd de stad meermaals belegerd en geplunderd. Op economisch gebied was enkel de veemarkt belangrijk.
Na de Franse Revolutie werd er bij Parthenay slag geleverd tussen de republikeinse troepen van François Joseph Westermann en de royalisten van Louis de Salgues de Lescure. Parthenay kreeg een onderprefectuur en werd zo een administratief en gerechtelijk centrum. De stadsgrachten werden gedempt en in de plaats kwamen de pleinen Place du Drapeau en Place du 11 novembre. De Pont Neuf werd geopend (1852) en er kwam een treinstation, waarrond een nieuwe wijk ontstond. Aan het begin van de twintigste eeuw kwam er ook een tram (Tramways des Deux-Sèvres) en werd een stadspark geopend (1908). Parthenay had een grote veemarkt en ook industrie (productie van faiencetegels en voedingsindustrie). Na de Tweede Wereldoorlog groeide de bevolking van de gemeente sterk en werden nieuwe woonwijken opgetrokken. Er vestigde zich nieuwe industrie in de gemeente. Vanaf de jaren 1980 kwam er meer aandacht voor het erfgoed en de ontwikkeling van het toerisme.

## Geografie
De oppervlakte van Parthenay bedroeg op 1 januari 2022 11,38 vierkante kilometer; de bevolkingsdichtheid was toen 889,4 inwoners per km². 
De gemeente ligt op het plateau van Gâtine Poitevine, een oostelijke uitloper van het Massif Armoricain. Parthenay ligt 40 km ten zuiden van Thouars en 40 km ten noorden van Niort. De Thouet, een zijrivier van de Loire, stroomt door de gemeente.
De onderstaande kaart toont de ligging van Parthenay met de belangrijkste infrastructuur en aangrenzende gemeenten.

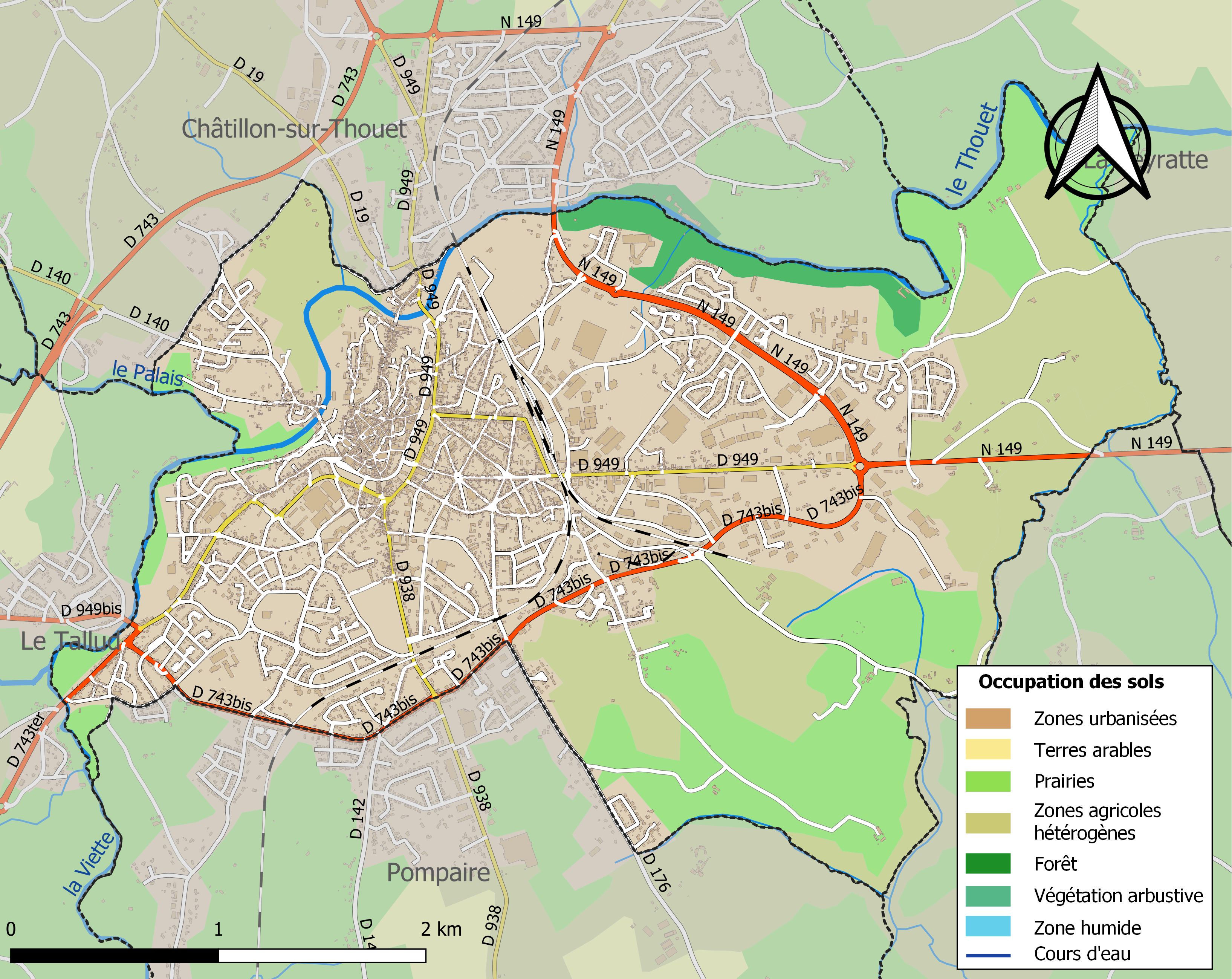

## Demografie
Onderstaande figuur toont het verloop van het inwonertal (bron: INSEE-tellingen).

## Bezienswaardigheden
Parthenay is gelegen in een bocht van de Thouet, met de middeleeuwse stad op de scherpste punt, wat een goede ligging was ter verdediging van de stad. De citadel, toegankelijk via de versterkte Porte Saint-Jacques is nog steeds door zijn omwallingen omgeven, en bevindt zich op een rotsachtig uitsprong die de rivier domineert.
De stad draagt het label Ville d'Art et d'Histoire.

## Partnersteden
- Manakara, Madagaskar (1962)
- Weinstadt, Duitsland (1980)
- Tsévié; Togo (1990)
- Arnedo, Spanje (1991)
- Abrantes, Portugal (1993)
- Edmundston, Canada (1993)
- Tipperary, Ierland (1994)

## Geboren
- Nelzir Allard (1798-1877), militair en politicus